# Kemantran
Kemantran is een bestuurslaag in het regentschap Tegal van de provincie Midden-Java, Indonesië. Kemantran telt 4347 inwoners (volkstelling 2010).